# Argirópolis (cidade fictícia)
Argirópolis (do grego Άργυροπόλις; "cidade da prata") é uma cidade imaginária concebida pelo escritor e intelectual argentino Domingo Faustino Sarmiento como capital dos Estados Confederados do Rio da Prata. Também é o título da obra que abrange essa proposta: Argirópolis ou a capital dos estados confederados do Rio da Prata.

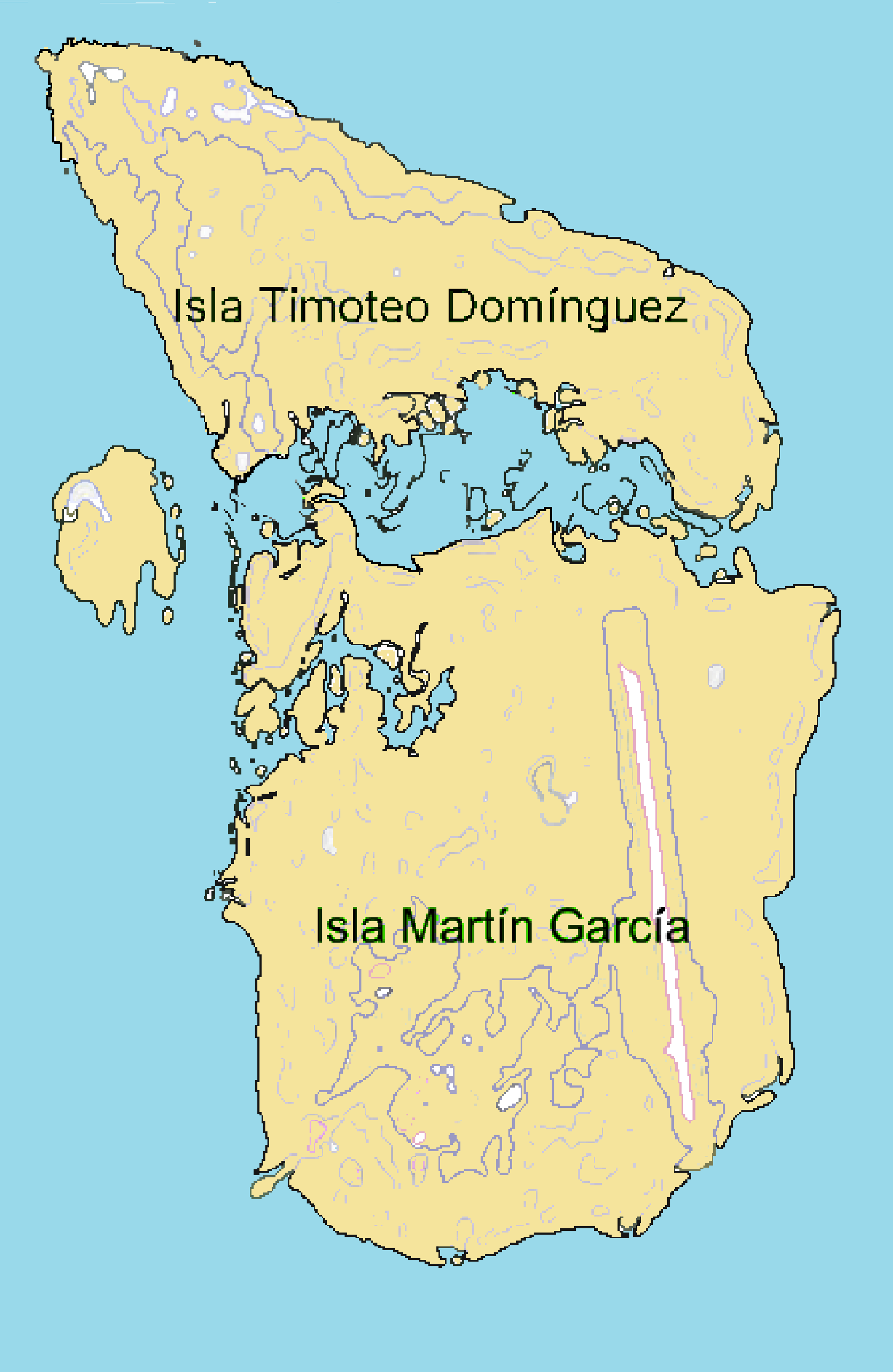
Ilha Martín Garcia, localizada na confluência dos rios Paraná e Uruguai, no Rio da Prata, divisa de Argentina e Uruguai

## Propostas
Sarmiento propõe a ilha Martín García, localizada no Rio da Prata próximo a confluência do Rio Paraná com o Rio Uruguai como a futura localização de Argirópolis, que por sua situação constituiria um ponto de unidade entre as províncias interiores da Argentina, já amplamente colonizadas. Desta forma, se asseguraria o progresso e a pacificação desta região do país, assolada pelos enfrentamentos entre unitários e federais.
De Argirópolis, Sarmiento pretendia construir os Estados Unidos do Rio da Prata, reunindo a Confederação Argentina, o Estado Oriental do Uruguai e Paraguai em um estado que incluiria aqueles territórios mais fáceis de serem relacionados com as principais redes comerciais. 

## Argumentos
Sarmiento emprega os seguintes argumentos em sua obra para apoiar a construção da nova capital e a unidade dos países do Prata:
- Seguir o exemplo dos Estados Unidos da América na construção de sua federação, onde a capital, Washington D.C., não depende de nenhum estado.
- Situar a capital na ilha faz com que, por sua localização geográfica, esta ganhe independência com respeito aos estados membros. A organização de uma boa defesa militar também é possível.
- Fechar a entrada ao Paraná e ao Uruguai supõe que as provincias de Corrientes, Santa Fe e Entre Ríos; Paraguai e a República do Uruguai, unida em interesse comum, estejam a favor da independência da ilha Martín García.
- Ao fazer independente a ilha da Confederação Argentina, Uruguai e Paraguai, estes três estados passam a estar em um plano de igualdade nas negociações sobre a navegabilidade dos rios.
- Ao situar a capital em um território neutro, não se dá preferência às cidades rivais de Buenos Aires e Montevidéu.
- Facilitaria a devolução da ilha por parte dos ocupantes franceses.

## Conclusão
Sarmiento denuncia que a divisão e as guerras civis nas províncias argentinas e no Estado Oriental (haviam transcorrido 20 anos do sítio de Montevidéu) as fariam presa fácil do Brasil, eterno rival do Prata. 
As repúblicas sul-americanas passaram todas mais ou menos pela propensão a se dividir em pequenas frações, exigidas por uma aspiração anárquica e irreflexiva para uma independência arruinada e obscura, sem representação na escala das nações. A América Central fez um estado soberano de cada aldeia; A Colômbia antiga deu em três repúblicas; As Províncias Unidas do Rio de la Plata decomporam-se na Bolívia, no Paraguai, no Uruguai e na Confederação Argentina, e até o fim levaram à sua profanação até se tornar um caos sem constituição e sem uma regra conhecida, de onde saiu a Confederação  atual , encabeçada no exterior por um agente temporário de relações externas. Os estados do Prata são chamados, pelos laços com os quais a natureza os estreitou, para formar uma única nação. Sua proximidade com o Brasil, uma fortaleza de quatro milhões de habitantes, colocou-os em uma inferioridade de força que só o valor e os grandes sacrifícios podem suprir. (...)

## Desenvolvimento posterior
A situação mudou em apenas dois anos, com a queda em 1852 de Juan Manuel de Rosas depois da Batalha de Caseros, quando a proposta de criar a cidade de Argirópolis seria esquecida.